# Джансу Дере
Джансу Дере (тур. Cansu Dere) — турецька фотомодель та акторка, популярна завдяки серіалам "Езель"(тур. Ezel),"Сила. Повернення додому" (тур. "Sıla"), "Величне століття. Роксолана" (тур. "Muhteşem Yüzyıl"), "Мама"(тур. "Anne"), "Невірний"(тур. "Sadakatsiz").

## Біографія
Джансу Дере народилася в Анкарі 14 жовтня 1980 року. Незабаром сім'я виїхала до міста Ізмір, де вона закінчила школу. Опісля їде в Стамбул здобувати вищу освіту за спеціальністю археологія. Бере участь в університетському конкурсі краси й отримує титул "Міс університету". Після закінчення університету дівчина бере участь у конкурсі «Міс Туреччини». Попри те, що перше місце дістається іншій, Джансу Дере запрошують на покази до Європи. Так починається її кар'єра моделі.
В 2023 році в мережі інтернет розповсюджувалася неперевірена інформація що нібито вона загинула внаслідок землетрусу, в цей же день Бірсен Алтунаш зв'язалась з нею по телефону і та розповіла що зіткнулась з проблемами зі здоров'ям. Джансу серйозно пошкодила ногу в результаті нещасного випадку, та вона не виходить з дому поки не одужає. Акторка зізналась не хотіла би нікого турбувати. Вона не є людиною яка занадто часто використовує соціальні мережі. Крім цього вона хоче використовувати Instagram як альбом для своїх веселих моментів.

## Кінокар'єра
З 2002 року починає кар'єру у кіно. Велика популярність прийшла до Джансу Дере після серіалу "Сила. Повернення додому" (тур. "Sıla"), де вона грає одну з головних ролей. Знімання у художньому фільмі "Останній отаман: Яндім Алі" (тур. "Son Osmanlı Yandım Ali")у 2007 році. У 2009 році новий успіх у фільмі "Гірка любов" (тур. "Acı Aşk"). Потім — серіал "Езель" (тур. "Ezel"). Після закінчення зйомок в кількох інших серіалах, у 2011 році Джансу грає красуню Фірузе у третьому сезоні історико-епічного серіалу "Величне століття. Роксолана" тур. "Muhteşem Yüzyıl"), яка бореться з Гюррем-султам за серце султана Сулеймана. Паралельно в 2011 році Джансу знімається в серіалі "Бехзат: Я поховав своє серце" тур. «Behzat C. Seni Kalbime Gomdum»). А у 2012 році почала роботу у фільмі "Почерк" (тур. "El Yazisi").

## Особисте життя
Крім фільмування, Джансу Дере багато подорожує. Вона любить фотографувати, робить професійні знімки. Приватне життя не афішує, нечасто дає інтерв'ю, не веде блогів. Відомо, що вона неодружена. 

## Фільмографія
| Рік       | Назва (укр.)                   | Назва (тур.)                    | Роль                                  |
| --------- | ------------------------------ | ------------------------------- | ------------------------------------- |
| 2003      | міні-серіал "Сутінки"          | "Alacakaranlik"                 | Ірмак Бозоглу (Irmak Bozoğlu)         |
| 2004      | "Метро Палас"                  | "Metro Palas"                   | Назан / Nazan                         |
| 2005      | міні-серіал "Осіння пожежа"    | "Güz yangini"                   | Джейлан / Ceylan                      |
| 2006-2008 | "Сила. Повернення додому"      | "Sıla"                          | Сила / Sıla                           |
| 2007      | "Останній отаман: Яндім Алі"   | "Son Osmanlı Yandım Ali"        | Дефне / Defne                         |
| 2009      | "Гірка любов"                  | "Acı Aşk"                       | Ойя / Oya                             |
| 2009-2010 | "Езель"                        | "Ezel"                          | Ейшан Атай / Eyşan Atay               |
| 2010      | "Гарний захід"                 | "Yahşi Batı"                    | Мері Лу / Mary Lou                    |
| 2011      | "Бехзат: Я поховав своє серце" | "Behzat Ç. Seni Kalbime Gömdüm" | Сонгюль / Songül                      |
| 2012      | "Почерк"                       | "El Yazısı"                     | Зейнеп / Zeynep                       |
| 2012      | "Величне століття. Роксолана"  | "Muhteşem Yüzyıl"               | Фірузе Хюмейра Хатун / Firuze Hümeyra |
| 2016      | "Мама"                         | "Anne"                          | Зейнеп Гюнеш / Zeynep Gunes           |
| 2018      | "Особистість"                  | "Şahsiyet"                      | Невра Елмас / Nevra Elmas             |
| 2019      | "Ферхат та Ширін"              | "Ferhat ile Sirin"              | Banu Karali                           |
| 2020      | "Невірний"                     | "Sadakatsiz"                    | Asya Yilmaz                           |